# Persons from porlock
persons from porlock (ime se običajno piše z malimi začetnicami) je štiričlanska slovenska glasbena skupina iz Ljubljane, ki ustvarja rock glasbo. Z delovanjem so začeli leta 2014. Sestavljajo jo vokalist in Nikolaj Mulej, bas kitarist Gregor Bajc, kitarist Martin Pavlovec in bobnar Vasja Onič.
Imenujejo se po  besedni zvezi "person from Porlock" ("oseba iz Porlocka"), ki jo je skoval angleški romantični pesnik Samuel Taylor Coleridge in pomeni neželenega obiskovalca, ki moti umetnikov ustvarjalni proces.
Kmalu po začetku delovanja so na YouTube kanal objavili videospot za pesem "Forever Sun". Leta 2016 so objavili tudi videospot za pesem "Slasher Flick" in kmalu zatem izdali prvenec z naslovom Things People Don't Like pri Založbi Radia Študent. Izdaji sta sledila še dva singla, "Bad Fanfiction" in "Affordable Amphetamines", ter videospot za pesem "Mana", ki so jo posneli skupaj z kamniško hip hop zasedbo Matter.

## Člani
Trenutni člani
- Nikolaj Mulej — vokal
- Martin Pavlovec — kitara
- Vasja Onič — bobni
- Benjamin Fele — bas kitara

Bivši člani
- Jaka Leskovšek — bas kitara
- Gregor Bajc — bas kitara

## Diskografija
Studijski albumi
- Things People Don't Like (2016)

EP-ji
- Tomorrow's Ration of Dreams (2019), skupaj z Jigsaw Beggars

## Videospoti
| Leto | Mesec    | Naslov                    | Režiser                         | Album                    |
| ---- | -------- | ------------------------- | ------------------------------- | ------------------------ |
| 2014 | december | "Forever Sun"             | Nikolaj Mulej                   | Things People Don't Like |
| 2016 | avgust   | "Slasher Flick"           | neznan                          | Things People Don't Like |
| 2016 | april    | "Bad Fanfiction"          | Nikolaj Mulej                   | še ni določeno           |
| 2017 | junij    | "Affordable Amphetamines" | Nikolaj Mulej in Bonino Englaro | še ni določeno           |
| 2017 | junij    | "Mana" (z Matter)         | Blaž Završnik                   | Mrk                      |